# Dispositionsplan
En dispositionsplan var i tiden forud for planlovreformen en områdeplan til fastlæggelse af arealer til byudviklingen, færdselsårer og betjeningsforhold. Dispositionsplaner blev lavet for kommuner med mere end 1000 indbyggere, idet disse var byplanpligtige i henhold til byplanloven af 1938.

## Baggrund og lovgrundlag
Baggrunden for dispositionsplanerne var ønsket om at sikre, at der ikke skete en hovedløs og usammenpasset byudvikling. Man ønskede at sikre, at arealanvendelsen blev hensigtsmæssig, sammenpasset veje og tekniske anlæg på en (økonomisk og praktisk) rationel måde og under hensyn til landskabsbevarende og fritidsbetingede forhold.
Dispositionsplaner var ikke lovfæstede i egentlig forstand men fremstod som en omfortolkning af byplanlovens bestemmelser om byplanpligt for kommuner med over 1000 indbyggere. Den oprindelige formulering i byplanloven lagde op til, at byplanen skulle have samme detaljeringsgrad som de daværende bygningsreglementer og mere til. I erkendelse af det vanskelige heri udarbejdedes ved indenrigsministeriets cirkulære af 21. oktober 1939 en fremgangsmåde, hvis hovedpunkter var, at der som foreløbig byplan skulle laves "en fyldestgørende redegørelse for den pågældende kommunes byplandispositioner i det hele, for de påtænkte fremgangsmåder til disses successive gennemførelse og for indholdet og beskaffenheden af det vedtægtsmæssige eller øvrige retslige grundlag for de påtænkte fremgangsmåder"., hvilket i praksis gav sig udslag i form af dispositionsplaner, der således var sammenfattende helhedsplaner.
Videre siges i omtalte cirkulære, at "på den anden side må kommunalbestyrelserne da også anses for pligtige i henhold til lovens paragraf 1 til at gennemføre (de) partielle (tinglyste) planer, efterhånden som de enkelte områders udvikling gør gennemførelsen nødvendig" – med andre ord: dispositionsplanens gennemførelse skulle sikres trinvis i form af del-byplaner (kaldet partielle byplanvedtægter) når og hvis behovet herfor var til stede.

## Dispositionssplanernes indhold
Det var gængs fremgangsmåde ved dispositionsplaner, at de redegjorde såvel for forudsætningerne for byudviklingen som for den påtænkte udformning af denne.
Til de forudsætninger, som i almindelighed fandt omtale i dispositionsplanen, kan nævnes:
- befolkningens størrelse og udvikling, undertiden uddybet med oplysninger om aldersfordeling og arbejdsstedsforhold,
- forekomsten af arbejdspladser (art, antal og fordeling),
- betragtninger over behovet for offentlige tjenester (skoler og lignende) samt butiksbetjening,
- vejnettet og hovedtræk i (herunder planer for) dettes udvikling,
- banelinjer,
- byudviklingsbegrænsende forhold, ikke mindste naturfredningslovens byggelinje- og andre fredningsbestemmelser,
- landskabsanalyser med henblik på at undgå værdifulde landskaber og udflugtsområder,
- ejendomsværdifordeling,
- lovgrundlaget (bygningsreglementet, byplanloven, parcelsalgsloven, naturfredningsloven).

Mange kommuner, der lod udarbejde en dispositionsplan, var tillige indblandet i den samtidige virksomhed med at udarbejde byudviklingsplaner. Dispositionsplanerne kunne derfor tillige henvise til disse (og omvendt yde indflydelse på disse).
Med hensyn til den påtænkte udformning af byudviklingen kunne dispositionsplaner indeholde bestemmelser om:
1. vejes beliggenhed, retning og bredde, byggelinjer og hjørneafskæringer, indbyrdes tilslutning samt facaderet;
2. beliggenheden af torve og offentlige pladser;
3. beliggenheden af lednings- og røranlæg;
4. beliggenheden af offentlige bygninger og anlæg, blandt andet sports- og legepladser, flyvepladser, havneanlæg, parker og kirkegårde;
5. bebyggelsesarter og deres fordeling, herunder anvendelse til bolig-, forretnings- og industriformål;
6. byggegrundes forhold (dybde, bredde, arealindhold);
7. bebyggelsens beliggenhed og udstrækning på grundene samt bygningers indbyrdes afstande;
8. bygningers ydre fremtoning, herunder bestemmelser om ensartede højder og tagformer;
9. bevaringsværdige forhold, såvel af bygningsmæssig som bevoksningsmæssig art, herunder værdifulde gadebilleder og andre samlede værdifulde bebyggelseshelheder[3].

Hvis der i en kommune fandtes flere bydannelser, kun dispositionsplanen indeholde særskilte afsnit for hvert af disse samt for de landlige områder for sig.
Datidige købstæders dispositionsplaner kunne være ganske nuancerede i deres bebyggelsesregulerende delområdebestemmelser med hensyn til karakter, bebyggelsesprocent, antal etager og formål, helt ned til den enkelte karre.

## Gyldighed
Dispositionsplanerne havde ikke juridisk gyldighed og skulle derfor ikke tinglyses på de enkelte ejendomme (således som der ellers var lagt op til i byplanlovens bestemmelser om byplanen). Til gengæld betød kommunestyrets godkendelse af en dispositionsplan, at kommunestyret forpligtede sig selv til at lægge planens bestemmelser og indhold til grund, når det i fremtiden skulle behandle ansøgninger om udstykning, byggeri og anvendelse. Ligeledes gav en vedtaget dispositionsplan kommunestyret et overbevisende grundlag for at afvise uønskede planer og tiltag, idet men kunne henvise til de indskrevne helhedshensyn, og dispositionsplanen fik således i praksis en ikke ringe betydning for byudviklingens forløb.
Desuden fik dispositionsplanen indflydelse på bygningsreglementet, idet dette tilpassedes de hensigter og målsætninger, der var udtrykt i dispositionsplanen.

## Ophævelse
Dispositionsplanerne dannede grundlag for og afløstes af kommuneplaner udarbejdede i henhold til kommuneplanloven.

## Dispositionsplanområders omfang
Byplaner skulle udarbejdes for sognekommuner og købstæder med mere end 1000 indbyggere. I takt med den stadig mere udbredte befolkningsvækst blev et stigende antal kommuner også byplanpligtige. I midten af 1960-erne havde henved 550 af de daværende omkring 1340 kommuner lavet dispositionsplaner eller forslag til sådanne.